# Forrai Jenő
Forrai Jenő, születési nevén Friedmann Jenő (Nyíregyháza, 1924. március 23. – Budapest, 1993. április 14.) orvos, radiológus, egyetemi tanár, tudományos osztályvezető, az orvostudományok kandidátusa (1969), doktora, az MTA tagja.

## Életpályája
Tanulmányait a Budapesti Orvostudományi Egyetemen végezte, ahol 1952. július 29-én avatták orvosdoktorrá. Pályáját a Magyar Honvédség szolgálatában kezdte, 1956-tól a Központi Honvédkórház Röntgenosztályán dolgozott. 1964-ben megszervezte a későbbi Országos Haematológiai, Vértranszfúziós és Immunológiai Intézet röntgenosztályát, melyet 29 éven át, haláláig vezetett. A Tudományos Minősítő Bizottság a Modern methodikák a tarsus röntgenvizsgálatában című disszertációja alapján az orvostudományok kandidátusává nyilvánította. Később megkapta az orvostudományok doktora címet is. Tudományos munkásságát előadásain kívül 8 könyv, illetve könyvrészlet valamint 37 dolgozat öleli fel.
Az 1960-as évektől közel egy évtizeden át részt vett az Orvosi Hetilap szerkesztésében. Az Országos Röntgen és Sugárterápiás Intézet igazgatóhelyettese volt. Hazai és külföldi kongresszusok mellett, az Orvostovábbképző rendezvényeknek is rendszeres előadója volt.
Felesége Székely Judit (1927–2017) belgyógyász. Gyermekük dr. Forrai Gábor (1962) radiológus.
A Kozma utcai izraelita temetőben nyugszik.

## Művei
- Microradiographia. (Orvosi Hetilap, 1957, 43.)
- Spontán pneumothorax és mediastinalis emphysema. Rényi Kázmérral, Záborszky Zoltánnal. (Honvédorvos, 1959, 1.)
- Összetett csigolyaívfejlődési rendellenesség esete. (Honvédorvos, 1959, 2.)
- A „lapockaropogás”-ról két eset kapcsán. Pál Istvánnal. (Orvosi Hetilap, 1960, 30.)
- Röntgenanatómiai adatok a pajzsmirigytáji légcsőszűkület megítéléséhez. Trencséni Tiborral. (Orvosi Hetilap, 1961, 41.)
- A „vacuum-phenomen”-ről, húsz eset kapcsán. Novák Jánossal. (Orvosi Hetilap, 1962, 23.)
- Splenomegalia által okozott és lithiasissal szövődött vesedislocatio myelosclerosis kapcsán. Pintér Zoltánnal. (Orvosi Hetilap, 1962, 28.)
- Hereditaer osteo-onycho-dysplasia. Tallós Józseffel. (Orvosi Hetilap, 1962, 30.)
- Akrokephalosyndaktylia. (Orvosi Hetilap, 1963, 49.)
- A tibia fáradásos töréseinek differenciáldiagnosztikai problémáiról. Novák Jánossal. (Honvédorvos, 1964, 1.)
- Röntgenkonzílium. Budapest, 1972
- Klinikai röntgen-diagnosztika. Szerk. Csákány Györggyel. Budapest, 1977
- Az arthropathia haemophilica radiológiája. (angol nyelven: Radiology of Haemophilic Arthropathies, 2. bővített kiadás. Akadémia Kiadó, 1979, orosz nyelven: 1981)
- Haematológiai betegségek csontrendszeri manifesztációi. (Orvosi Hetilap, 1982, 33.)

## Díjai, elismerései
- Munka Érdemrend arany fokozata (1974)
- Kiváló Orvos (1980)
- Április Negyedike Érdemrend (1984)[3]